# Midori
El Midori (verd) és un licor de color verd clar i gust de meló fabricat per Suntory a Mèxic, tot i que originàriament es va elaborar al Japó fins al 1987. Va ser presentat el 1978 en una festa de llançament celebrada en el famós Studio 54 de Nova York. Sol tenir un contingut del 20-21% d'alcohol per volum.
Com és extremadament dolç, sol barrejar o usar-se per elaborar còctels, com ara un Japanese slipper. El Midori sol usar-se en diversos long drinks, amb llimonada, suc de llimona fresc, de llima, pinya o taronja. S'usen sabors àcids per compensar la seva dolçor.